# João Leite de Azevedo
Frei João Leite de Azevedo ou D. João dos Mártires (fl. 1591/1600) foi um músico e compositor português do Renascimento.

## Biografia

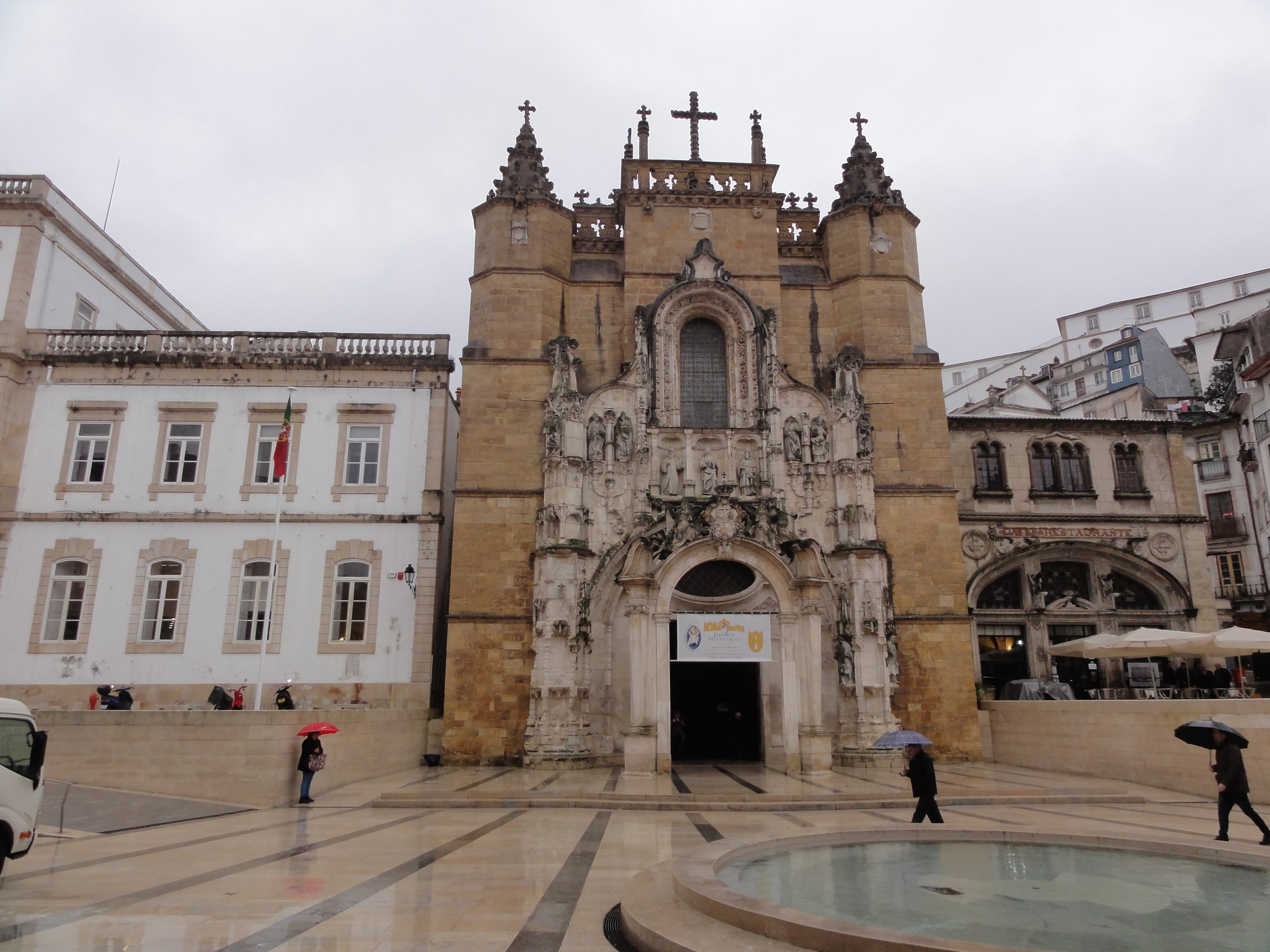
Mosteiro de Santa Cruz de Coimbra

D. João dos Mártires foi um músico e compositor do século XVI. Entrou em 1591 para a Ordem dos Cónegos Regrantes de Santo Agostinho e ficou baseado no Mosteiro de Santa Cruz de Coimbra. Mais tarde abandonaria a ordem.
A sua atividade musical desenvolveu-se por volta de 1600, tornando-se, no seu tempo foi bastante célebre como tangedor de tecla. Também foi compositor, tendo chegado à atualidade um "Alleluia" da sua autoria que o musicólogo português Mário de Sampayo Ribeiro acreditava ser uma oferta do mesmo às monjas do Mosteiro de Arouca.

## Obras
- "Alleluia" a 4vv[2]